# Dana Simpson
Dana Claire Simpson, es una dibujante estadounidense, creadora del cómic Phoebe and her Unicorn, así como del webcómic de larga duración Ozy and Millie. Otras obras creadas por Simpson incluyen la caricatura de comentario político I Drew This y el cómic dramático de realidad alternativa Raine Dog.

## Biografía
Simpson nació en Pullman, Washington, y luego vivió en el área de Seattle durante la mayor parte de su vida. Ella es graduada de The Evergreen State College.
Simpson se consideraba una artista desde muy temprana edad, dibujando tiras cómicas a los cinco años como parte de la elaboración de su propio periódico casero. A medida que crecía, comenzó a inspirarse en Peanuts, Los Simpsons y Pogo.
En la década de sus 20 años, se declaró transgénero. Actualmente vive en Santa Bárbara, California.

## Carrera

### Ozy and Millie
El webcomic Ozy and Millie, la primera tira cómica publicada de Simpson (publicada bajo el nombre de DC Simpson), comenzó a publicarse regularmente en 1998 mientras ella asistía a la Universidad Estatal de Washington como estudiante de posgrado. La tira se centró en Ozy (un zorro ártico) y Millie (un zorro rojo) mientras ellos y sus amigos lidiaban con problemas cotidianos de la escuela primaria y situaciones más surrealistas. Por su trabajo en Ozy and Millie, Simpson fue finalista del Premio de Caricaturista Universitario Charles M. Schulz de la Fundación Scripps-Howard de 1998. El cómic ganó el premio College Media Advisers de 1999 a la mejor tira cómica y el premio Web Cartoonists' Choice de 2002 al mejor cómic antropomórfico. También ganó el premio Ursa Major tanto en la categoría de "Mejor obra antropomórfica alternativa" en 2002 como en la de "Mejor tira cómica antropomórfica" en 2006 y 2007. Simpson continuó la tira durante diez años mientras intentaba buscar distribución para el título, pero no pudo conseguir ningún acuerdo. Ella canceló el webcómic en 2008 y la tira final se publicó el 23 de diciembre de 2008.

### I Drew This
La segunda tira cómica publicada de Simpson, I Drew This, se centraba principalmente en la política, desde una perspectiva liberal. Es semiautobiográfico, en el sentido de que uno de los personajes principales es la propia autora (el otro es Joe, el Águila Liberal) y su foco es a menudo las propias reflexiones de la autora. I Drew This comenzó a publicarse en el Washington State University Daily Evergreen en enero de 2004, mientras Simpson asistía a la escuela de posgrado. Al igual que Ozy and Millie, este cómic forma parte del portal de webcomics Keenspot, desde noviembre de 2006. Material de I Drew This fue incluido en Attitude 3: The New Subversive Online Cartoonists. La edición del 16 de mayo de 2005, "Teaching Gravity", presentó la primera referencia a la teoría de la caída inteligente. Insert title here y I Drew This (una colección completa de las tiras) están disponibles para comprar en Lulu.

### Phoebe and Her Unicorn
El trabajo más popular de Simpson comenzó en 2012 como un cómic web y continúa, a partir de diciembre de 2022, como una tira cómica diaria.

### Otros trabajos
El 16 de enero de 2009, Simpson publicó la primera página de Raine Dog, una novela gráfica que sigue a un perro antropomórfico que vive entre humanos con otros perros domésticos recientemente liberados. La actualización más reciente fue en enero de 2010. Simpson abandonó el proyecto "por el momento".
Simpson anunció que está escribiendo e ilustrando un libro sobre su transición, dirigido a estudiantes de secundaria, titulado Only You're Different. También ilustró un libro, I'm Not a Girl, escrito por Maddox Lyons, un niño transgénero de 12 años.

## Premios
- Premio al caricaturista de la Scripps-Howard Foundation Charles M. Schulz College, 1998: Nombrada finalista[7] por Ozy y Millie
- College Media Advisers, 1999: Mejor tira cómica[5][7] para Ozy and Millie
- Premio del Libro del Estado de Washington, Premio del Libro Infantil Scandiuzzi, 2015: Libros para lectores de mediana edad (de 9 a 12 años)[15] por Phoebe y su unicornio: una crónica de las fosas nasales celestiales
- Premio de la Asociación de Libreros del Noroeste del Pacífico[16] por Unicorn on a Roll